# Ugione
L'Ugione, lungo 14 chilometri, è tra i torrenti più lunghi che scendono dalle Colline Livornesi a Livorno. Lo supera in lunghezza solamente il Tora (che però nasce dalle Colline Pisane). Il regime idrico è tipicamente torrentizio, con piene in autunno e, anche se in quantità minore, in primavera. La portata idrica, quindi, bassa durante la stagione invernale, si riduce a quasi nulla in quella estiva.
Il torrente segna, dalle sorgenti nelle colline fino al paese di Stagno, il confine tra i comuni di Livorno e Collesalvetti.

## Il corso dell'Ugione

### Corso superiore
L'Ugione, insieme al Rio Maggiore, nasce dal Poggio Lecceta (appena sopra la frazione livornese di Valle Benedetta) all'altezza di 420 metri sul livello del mare. Durante buona parte dei 14 chilometri del suo corso funge da confine tra i comuni di Livorno e Collesalvetti; il confine, presso l'abitato di Stagno, devia bruscamente verso nord, raggiungendo il canale scolmatore, includendo così l'ultimo tratto del torrente Ugione all'interno del solo territorio comunale di Livorno.
Durante i primi chilometri del suo corso riceve numerosi ruscelletti di poche centinaia di metri, senza affluenti considerevoli. A due chilometri dalle sorgenti il torrente riceve il primo affluente da considerarsi tale, il Sambuca. Il corso d'acqua procede poi per un tratto in cui i fianchi della valle si fanno più ripidi e scoscesi, per la presenza dei vicini Poggi della Fontanaccia (306 m) e della Quercia (312 m). Da qui in poi gli affluenti si riducono in numero e in lunghezza fino a scomparire per alcuni chilometri.
Il torrente aggira poi l'imponenente e massiccia collina del Poggio del Corbolone, ultima altura di rilievo che s'innalza sulle dolci ondulazioni delle colline livornesi a nord-ovest. Il corso d'acqua, in questo tratto, esegue una grande curva verso ovest, mentre fino a poco prima avanzava deciso verso nord. A cinquanta metri d'altezza, prima che diminuisca la pendenza rallentandone il corso, il Torrente Ugione forma una piccola cascata con un laghetto ai suoi piedi. Il suggestivo spettacolo, unico in tutto il territorio, è raggiungibile seguendo un breve sentiero che parte dalla via sterrata diretta al Poggio del Corbolone.
Il corso d'acqua riceve poi un altro affluente, il Botro dell'Arme. Il ruscello, lungo due chilometri, proviene da una nota località di tiro a segno sulla strada per il Poggio del Corbolone. Le sorgenti sono invece poste presso la località Il Crocione a 190 metri d'altezza. da qui in poi il Torrente Ugione entra nel suo corso inferiore.

### Corso inferiore
Il corso inferiore dell'Ugione è caratterizzato da una pendenza sempre più lieve. Gli argini diventano via via più alti e ben scavati, e il corso d'acqua amplia notevolmente la sua portata raccogliendo tutti i torrentelli di quella parte delle colline.
Descrive prima un'ampia curva verso nord, per poi voltare bruscamente verso ovest poco prima di ricevere il Rio Vallelunga di Suese. Per i chilometri successivi il fiume viene sfruttato dalle fattorie presso Stagno, ricavando acqua per gli animali e le colture. In questo tratto riceve il Rio Vallelunga e il famoso Rio dall'acqua puzzolente. Dalla località Ponte a Ugione, sulla via Aurelia, il torrente Ugione diventa più ampio e profondo. Ormai, a tre metri sul livello del mare, il torrente finisce il suo corso gettandosi nel Porto industriale di Livorno, poco prima aver ricevuto il Rio Cigna proveniente dalla località Limoncino.

## Affluenti

### A destra della sorgente
Alto corso:
- Rio Sambuca, 1,7 km.

Basso Corso:
- Rio la Valletta, 3,9 km;
- Rio Vallelunga di Suese, 3,5 km.

### A sinistra della sorgente
Alto corso:
- Botro dell'Arme, 2,5 km.

Basso corso:
- Rio Vallelunga, 5 km;
- Rio dall'acqua puzzolente, 7 km;
- Rio Cigna, 8,5 km.

## Luoghi attraversati
Alto corso:
- Poggio Lecceta, 464 m s.l.m.;
- Tiro a segno del Corbolone, 60 m s.l.m.

Basso corso:
- Casale Campo al Melo, 22 m s.l.m.;
- Casale Lupinato, 20 m s.l.m.;
- Casale Poggetto, 13 m s.l.m.;
- Località Ponte Ugione sulla Via Aurelia, 3 m s.l.m.;
- Porto di Livorno, 0 m s.l.m.